# Henryk Młynarczyk (polityk)
Henryk Młynarczyk (ur. 25 listopada 1955 w Krasnymstawie) – polski polityk, wojskowy, inżynier elektronik, samorządowiec, poseł na Sejm V i VI kadencji.

## Życiorys

### Wykształcenie i praca zawodowa
W 1985 ukończył studia z zakresu zarządzania i dowodzenia w Wyższej Oficerskiej Szkole Radiotechnicznej w Jeleniej Górze, a w 1995 studia z zakresu ochrony środowiska na Wydziale Inżynierii Mechanicznej i Robotyki. Akademii Górniczo-Hutniczej w Krakowie. W latach 1976–2003 służył w Wojsku Polskim (przed przejściem do rezerwy w stopniu majora). W latach 1976–1980 był podchorążym WOSR w Jeleniej Górze. Od 1991 do 2003 był kierownikiem ekipy ochrony środowiska w Wojskowym Instytucie Higieny i Epidemiologii w Warszawie. W 2003 pracował jako dyrektor Zarządu Dróg Wojewódzkich w Lublinie. W lutym 2016 został zastępcą dyrektora oddziału lubelskiego Agencji Nieruchomości Rolnych.

### Działalność polityczna
W latach 1988–1989 był jednym z założycieli Niezależnych Związków Zawodowych w wojsku. W 2002 wstąpił do Samoobrony RP. W wyborach w tym samym roku bez powodzenia ubiegał się z jej ramienia o funkcję burmistrza Krasnegostawu. Zdobył za to mandat radnego powiatu krasnostawskiego. W 2004 bezskutecznie kandydował w wyborach do Parlamentu Europejskiego (otrzymał 4425 głosów).
W wyborach w 2005 uzyskał liczbą 13 633 głosów mandat poselski w okręgu chełmskim. Zasiadał w Komisji Obrony Narodowej oraz Komisji Ochrony Środowiska, Zasobów Naturalnych i Leśnictwa. Przewodniczył również Podkomisji stałej ds. Budżetu, Infrastruktury i Zaopatrzenia Wojska. Od listopada 2005 kierował wojewódzkimi strukturami Samoobrony RP. W październiku 2006 wystąpił z tej partii. Następnie należał do klubu parlamentarnego Ruch Ludowo-Narodowy (rozwiązanego w grudniu tego samego roku), a w kwietniu 2007 wstąpił do Prawa i Sprawiedliwości.
W wyborach parlamentarnych w tym samym roku z listy PiS bez powodzenia ubiegał się o reelekcję (otrzymał 6975 głosów). Zasiada w zarządzie okręgowym i powiatowym tej partii. W wyborach samorządowych w 2010 bez powodzenia ubiegał się z ramienia PiS o urząd wójta gminy Krasnystaw (otrzymał 17,38% głosów i zajął drugie miejsce). W tym samym roku, po wyborze Wojciecha Żukowskiego na burmistrza Tomaszowa Lubelskiego, objął zwolniony przez niego mandat posła na Sejm VI kadencji. Ślubowanie poselskie złożył 14 grudnia 2010.
W wyborach parlamentarnych w 2011 bez powodzenia ubiegał się o reelekcję (otrzymał 4325 głosów). W wyborach samorządowych w 2014 także bezskutecznie kandydował do sejmiku lubelskiego.

## Odznaczenia
W 2004, za zasługi w pracy zawodowej i działalności społecznej, został odznaczony Srebrnym Krzyżem Zasługi. W 1998 otrzymał Brązowy Krzyż Zasługi.

## Życie prywatne
Jest żonaty, ma jedno dziecko.